# Grafton Elliot Smith
Grafton Elliot Smith, född 15 augusti 1871 i Grafton i New South Wales, död 1 januari 1937 i London, var en australisk anatom. Han var professor i anatomi vid Victoria University of Manchester 1909–1919 och vid University College London 1919–1937.
Smith är bland annat känd för att tillsammans med sin kollega Arthur Keith ha förkastat sin student Raymond Darts åsikt, att dennes fynd Barnet från Taung, skulle vara en apmänniska, beroende på att fyndet gjorts i Afrika. Det visade sig dock senare att Dart hade rätt.